# Otto F. Karde
Otto F. Karde (* 11. Juli 1907 in Dammstedt; † 12. Januar 1993) war deutscher Bauunternehmer und Ehrenvorsitzender der CDU.

## Leben
1907 als jüngstes von neun Kindern geboren, absolvierte Karde mit 19 Jahren in Rendsburg eine Ausbildung zum Architekten und Ingenieur. Mit 23 Jahren machte sich Karde selbständig. Während des Wiederaufbaus in Deutschland entwarf der Ingenieur eine Maschine zur Herstellung von Ziegelsteinen und Trümmerresten und erbaute in den Nachkriegsjahren zahlreiche Einzel- und Reihenhäuser in Hamburg. Später erbaute Karde mit seinem Unternehmen ein Großteil der Infrastruktur (öffentliche Gebäude, Straßen und Autobahnen) in Schleswig-Holstein und dem Großraum Hamburg.
Otto F. Karde trat zum 1. Februar 1932 der NSDAP bei (Mitgliedsnummer 958.637). In Rendsburg erreichte er eine gewisse Berühmtheit durch seine Beteiligung an einem Handgranatenanschlag auf das örtliche Parteibüro der KPD am Abend der Reichstagswahl vom 31. Juli 1932. Karde wurde vom Sondergericht in Altona vorgeworfen, die beim Anschlag verwendeten Stielhandgranaten besorgt und die weiteren Mittäter zum Tatort gefahren zu haben.
Bis zum Einmarsch der Roten Armee betrieb Karde in der südlichen Ukraine in Kryzwyi Rih ein Baugeschäft.
Im Jahr 1948 zählte Karde zu den Gründungsmitgliedern der CDU im Kreis Pinneberg und wirkte, neben seinem Amt im Landtag, von 1955 bis 1966 sowie von 1970 bis 1974 als CDU-Fraktionschef im Kreistag.
Als Kreisrat (1955–1962) gestaltete Otto F. Karde die Entwicklung des Kreises Pinneberg mit. Als Abgeordneter gehörte er von 1962 bis 1967 dem Schleswig-Holsteinischen Landtag an.
Karde war Träger der Freiherr-vom-Stein-Medaille (1974) und der Ludwig-Erhard-Gedenkmünze (1982).